# Kärntner Landesversicherung
Die Kärntner Landesversicherung auf Gegenseitigkeit (kurz: KLV) ist ein österreichisches Versicherungsunternehmen mit Sitz in Klagenfurt am Wörthersee. Die Kärntner Landesversicherung ist vorrangig im Bundesland Kärnten tätig und betreibt 14 Kundenbüros in allen Bezirken.

## Geschichte
1899 beschloss der Kärntner Landtag die Errichtung der „Kärntnerischen Landes-Brandschaden-Versicherungsanstalt“. Ziel der Versicherung war die Unterstützung der Kärntnerinnen und Kärntner (vor allem Landwirte), die durch ein Feuer ihre Lebensgrundlage verloren hatten. Bis 1971 wurde die KLV um weitere Versicherungssparten erweitert und entwickelte sich so zum Universalversicherer. 1980 erfolgte schließlich die Umbenennung in Kärntner Landesversicherung auf Gegenseitigkeit.

## Verein auf Gegenseitigkeit
Die KLV ist ein Versicherungsverein auf Gegenseitigkeit und den Versicherungsnehmern als Mitgliedern verpflichtet.

## Auszeichnungen
| Jahr | Auszeichnung                                                                                 | Verliehen durch |
| ---- | -------------------------------------------------------------------------------------------- | --------------- |
| 2025 | kununu Top-Company Award 2025                                                                | kununu          |
| 2023 | Award für „Exzellente Kundenorientierung“                                                    | FMVÖ            |
| 2022 | Award für „Sehr gute Kundenorientierung“                                                     | FMVÖ            |
| 2020 | Bester Regionalversicherer Österreichs „Exzellente Kundenorientierung“                       | FMVÖ            |
| 2019 | Bester Regionalversicherer Österreichs „Exzellente Kundenorientierung“ Aufsteiger des Jahres | FMVÖ            |
| 2017 | Award für „Sehr gute Kundenorientierung“                                                     | FMVÖ            |
| 2016 | Award für „Exzellente Kundenorientierung“ Aufsteiger des Jahres                              | FMVÖ            |
| 2014 | Award für „Hervorragende Kundenorientierung“                                                 | FMVÖ            |

Die Recommender-Befragung des Finanz-Marketing Verbandes Österreich (FMVÖ) gilt als Branchenbarometer für Banken und Versicherungen. Dabei wird der FMVÖ-Recommender-Award auf Basis einer repräsentativen Studie, in welcher Kunden österreichischer Banken, Versicherungen und Bausparkassen befragt werden, verliehen. Der FMVÖ-Recommender-Award wird in acht Kategorien an jene Finanzinstitute vergeben, die über die zufriedensten Kunden verfügen und daher von diesen am häufigsten weiterempfohlen werden.

## Vereinigung der österreichischen Länderversicherer
Die KLV hat sich mit der Grazer Wechselseitigen, der Niederösterreichischen Versicherung, der Oberösterreichischen Versicherung, der Tiroler Versicherung und der Vorarlberger Landesversicherung zur Vereinigung der österreichischen Länderversicherer zusammengeschlossen. Dies soll dem Erfahrungsaustausch in verschiedenen Bereichen der Versicherungswirtschaft und der Förderung von im Allgemeininteresse stehenden Maßnahmen auf dem Gebiet des Versicherungswesens und Kooperationen bei Aus- und Weiterbildung der Mitarbeiter dienen.

## Kennzahlen
Das Prämienvolumen umfasst 70.247.000,00 €. Bei einer Bilanzsumme von 181.722.000,00 € werden in etwa 80.000 Kunden betreut (Stand: 2022).

## Personen
Vorstanddirektoren sind Jürgen Hartinger und Kurt Tschemernjak. Dem Aufsichtsrat sitzt Andreas Graf Henckel von Donnersmarck vor.